# Hugo Elstermann von Elster
Hugo Elstermann von Elster (n. 1859 – d. 1945) a fost unul dintre generalii Armatei Imperiale Germane din Primul Război Mondial. 
A îndeplinit funcția de comandant al Diviziei 76 Rezervă în campania acesteia din România, având gradul de general-maior.:pp. 183-184